# Vasikkasaari (ö i Finland, Norra Savolax, Varkaus, lat 62,53, long 28,22)
Vasikkasaari är en ö i Finland. Den ligger i sjön Suvasvesi och i kommunen Leppävirta i den ekonomiska regionen  Varkaus ekonomiska region  och landskapet Norra Savolax, i den sydöstra delen av landet, 300 km nordost om huvudstaden Helsingfors. Öns area är 3,4 hektar och dess största längd är 330 meter i sydöst-nordvästlig riktning.